# بروس إيرفين
بروس إيرفين (بالإنجليزية: Bruce Irvin)‏ هو لاعب كرة قدم أمريكية أمريكي، ولد في 11 يناير 1987 في أتلانتا في الولايات المتحدة.

## وصلات خارجية
- بروس إيرفين على موقع مرجع كرة القدم المحترفة.كوم (الإنجليزية)